# Voivodat de Podlàquia
|  | Aquest article tracta sobre el voivodat administratiu. Vegeu-ne altres significats a «Podlàquia». |

Podlàquia (en polonès Podlasie) és un dels 16 voivodats que conformen Polònia, segons la divisió administrativa del 1998.